# XXXIX. Armeekorps
XXXIX. Armeekorps var en tysk armékår under andra världskriget. Ombildades till XXXIX. Panzerkorps den 9 juli 1942.

## Barbarossa
Kåren tillhörde Panzergruppe 3 som utgjorde den ena av armégrupp Mittes pansargrupper.

### Organisation
Kårens organisation den 27 juli 1941:
- 12. Panzer-Division
- 20. Infanterie-Division

## Befälhavare
Kårens befälhavare:
- General der Panzertruppen Rudolf Schmidt 1 februari 1940 - 10 november 1941
- General der Panzertruppen Hans-Jürgen von Arnim 11 november 1941 - 9 juli 1942